# Colt Commando

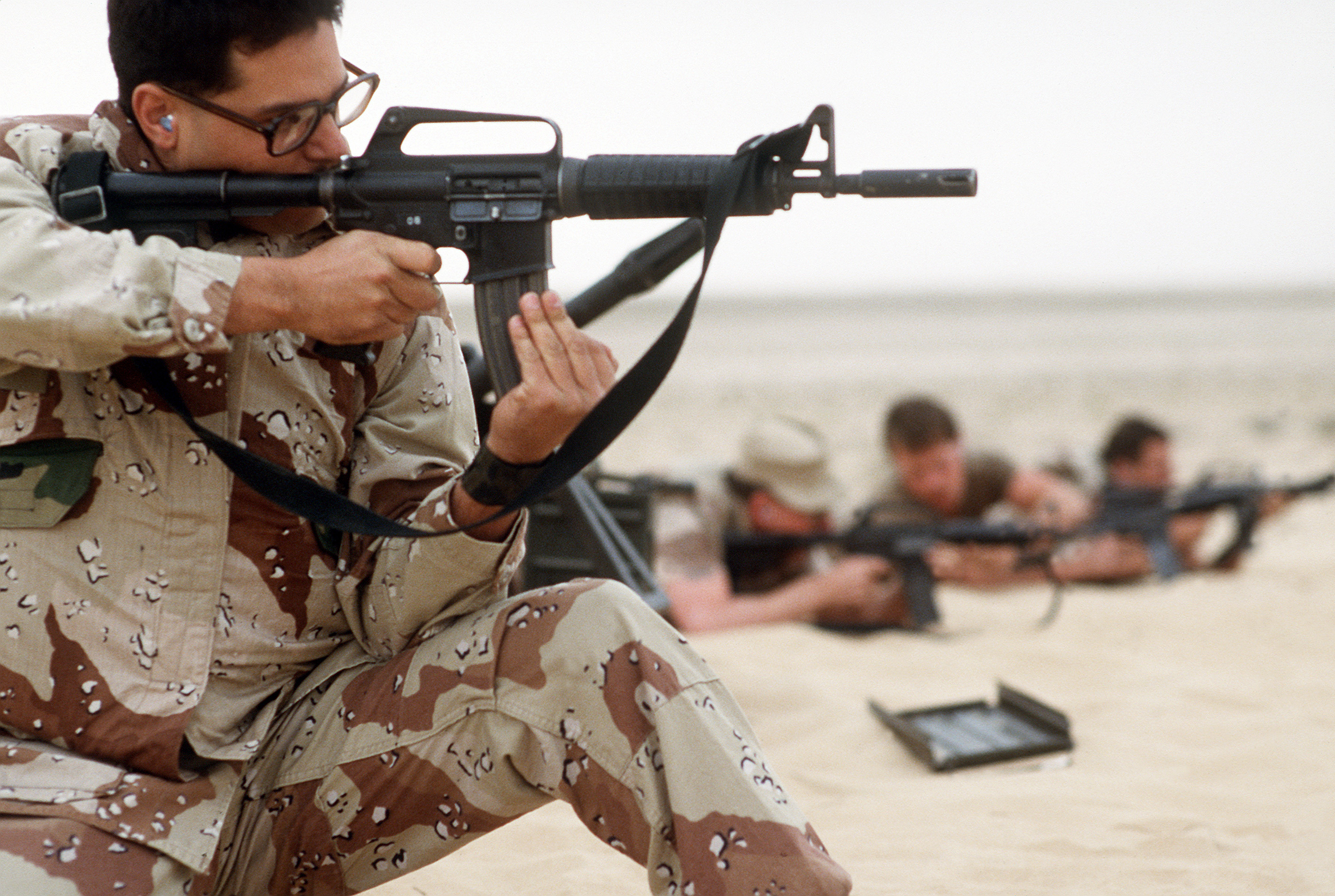
Policier militaire de l'United States Air Force avec un Colt Commando modèle GAU-5/A/B

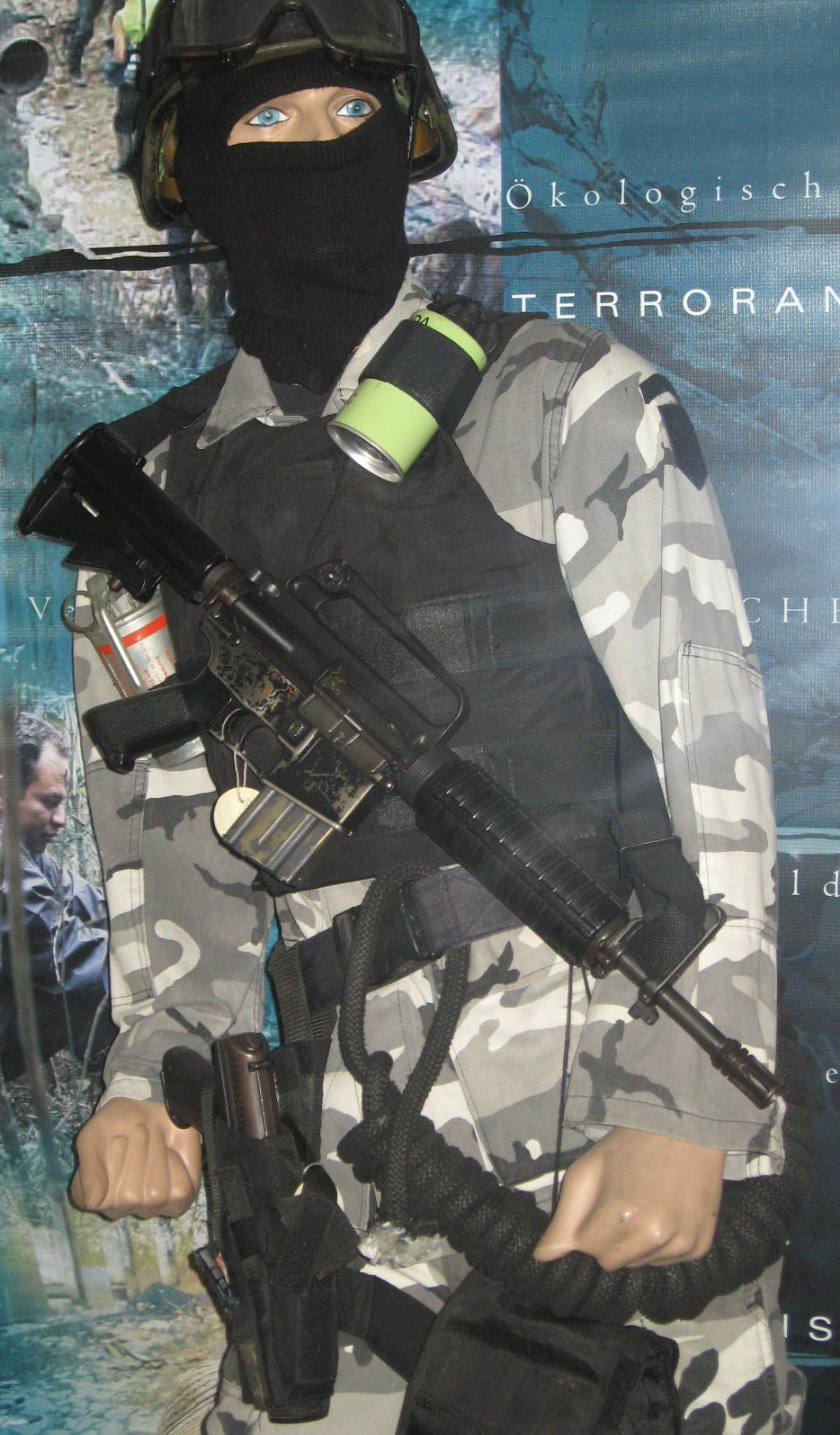
Mannequin des Forces spéciales colombiennes avec un Colt Commando.

Couramment le terme Colt Commando est  employé pour toute une série de dérivés à canon court (une dizaine de pouces de long) du M-16. On emploie aussi les dénominations de CAR-15 et XM-177. Le terme CAR-15 s'applique aussi aux versions M16A1/A2/A3 Carbine dits aussi M16 Courts

## Génération « pré-A2 »
Colt a présenté une famille de dérivés de l'AR-15 sous le nom de CAR-15 (pour Colt Automatic Rifle-15) en mai 1964. Cette famille comprenait alors deux fusils classiques, deux fusils à canon lourd (HBAR) servant de fusils-mitrailleurs (le modèle M1 étant alimenté par chargeurs et le M2 par bande), une carabine avec canon de 16 pouces, une carabine avec un canon de 10 pouces présentée comme SMG, c’est-à-dire pistolet-mitrailleur, et un « survival rifle » pour les aviateurs.

### Le CAR-15 (Colt model 607)
En juillet 1965 l'USAIB teste à Fort Benning le CAR-15 SMG et le CAR-15 HBAR M1. 

Le CAR-15  de model 607 par Colt. En fait et en dépit de sa taille il ne s'agissait pas d'un pistolet-mitrailleur mais d'un M-16 raccourci. Le canon faisait 10 pouces de long au lieu de 20, le garde-mains étant similaire au M-16 mais plus court, et la crosse était identique à celle du M-16 mais raccourcie de 3 pouces. Le canon se terminait par un à trois prèces identique à celui du M-16 Bien que Foster Sturtevant de la firme Colt ait déposé un brevet en septembre 1964 pour un sélecteur de tir à quatre positions "Safe-Semi-Burst-Auto" (sécurité, semi-auto, rafale limitée, rafale libre) pour la famille CAR-15, la CAR-15 SMG était équipée du classique sélecteur Safe-Semi-Auto. Cet ajout permettait d'avoir une puissance de feu comparable au M-16 dans un format plus réduit. 

Une commande de 2050 CAR-15 SMG est passée, augmentée de 765 autres armes le mois suivant. Ces armes ont été utilisées par les Special Forces (des "Bérets verts" de l'US Army) au Vietnam. Elles n'ont jamais reçu de désignation officielle, et les troupes les appelaient simplement CAR-15 (bien qu'à l'origine ce nom était toute une famille d'arme). Les premières expériences du combat ont mis en valeur quelques problèmes, les principaux étant le bruit de l'arme et la forte flamme de bouche qui indiquait la position du tireur et aveuglait celui-ci. 

### Le CAR-15 Air Force Survival Rifle (Colt M608)
Parmi la famille CAR-15 se trouvait le M608 Air Force Survival Rifle, qui était proposé à partir de 1968 pour armer les pilotes de bombardiers de l'USAF comme arme de survie au cas où ils seraient abattus, une idée sans doute inspirée par les carabines M-2 utilisées par l'USAF et les pilotes d'hélicoptères au Viêt-nam. Mais l'USAF n'a jamais adopté cette arme, et seuls 10 prototypes ont été fabriqués avant l'abandon du projet à la suite de plusieurs problèmes en 1971. Par rapport au M607, le 608 avait un garde-main et une crosse en tubes métalliques, et une poignée-pistolet plus courte.

### Le XM177E1
Pourvu d'un canon très court terminée par un long cache-flamme. Version en service au sein de l'US Army durant la guerre du Viêtnam, aussi appelée M16 Commando.  Le XM177E1 possède le poussoir de fermeture du M16A1. C'est lui qui inaugure la crosse télescopique.

### Le XM177
En usage uniquement dans l'US Air Force. Identique au précédent mais sans poussoir de fermeture.

### Le XM177E2
C'est le XM177E1 muni d'un canon plus long  terminé par un long cache-flamme. Sa crosse est télescopique et compatible  avec le M203 : adoptée par l'US Army (Modèle 629) et exportée en petit nombre (Modèle 639). La version  de l'USAF, privée de poussoir d'aide à la fermeture, était le  modèle 649.

### La M16A1 Carbine
Avec ce modèle, également produit sous licence aux Philippines, le canon s'allonge (37 cm) alors que le cache-flamme diminue en devenant identique à celui du M16A1.

## Générations A2/A3/A4

### Le M16A2 Carbine & M16A2 Commando
La version carabine du M16A1 est modernisée selon les mêmes principes que le fusil.

### Le M16A4 Carbine & M16A4 Commando
Ces modèles proposés par Colt depuis le milieu des années 1990 sont mondialement  connus sous le nom de Colt M4 & M4 Commando. À la demande des Forces spéciales américaines est ainsi né un M4 Commando au canon encore plus court : le Mk.18 Mod 0 CQBR.

## Les Colt Commando dans l'US Air Force
Le XM177E1 adopté par la Force aérienne américaine prit le nom de GAU-5/A/B.
2 137 GAU-5A équipent à partir de 2019 les pilotes d'avions de combat et de transport pour leur autodéfense.

## Caractéristiques techniques communes
- Mécanisme : emprunt de gaz direct, culasse rotative à verrouillage par 7 tenons semi-automatique, tir automatique (750/900 coups par minute)
- Dispositif de pointage : mire métallique
- Garnitures : polymère

La poignée de transport est normalement fixe mais elle devient démontable  sur les modèles des séries A3 & A4 au profit d'un rail Picatinny.
| Modèle              | Munition       | Longueur mini/maxi | Canon | Masse à vide | Chargeur            |
| ------------------- | -------------- | ------------------ | ----- | ------------ | ------------------- |
| XM177/XM177E1       | .223 Remington | 72/79 cm           | 25 cm | 2,47 kg      | 20/30 cartouches    |
| XM177E2             | .223 Remington | 76/83 cm           | 29 cm | 2,5 kg       | 20/30 cartouches    |
| M16A1 Carbine       | .223 Remington | 81/89 cm           | 37 cm | 2,6 kg       | 30 cartouches       |
| M16A2/M16A4 Carbine | 5,56 mm OTAN   | 76/84 cm           | 37 cm | 2,7 kg       | 30 cartouches       |
| M16 Commando        | 5,56 mm OTAN   | 68/76 cm           | 29 cm | 2,59 kg      | 30 ou 20 cartouches |

## Sources
- N° HS des magazines Raids, Assaut et Action Guns.
- La Carabine M4 par O. Rosso (Histoire & Collections, 2009)
- Le M16 par J. Huon (Crépin-Leblond,au Viêt-Nam; Crépin-Leblond, 2007
- Jean Huon, Les Armes américaines en Irak; Crépin-Leblond, 2009